# Octinodes dimidiatus
Octinodes dimidiatus là một loài bọ cánh cứng trong họ Cebrionidae. Loài này được Schwarz miêu tả khoa học năm 1906.